# Jugurtia spinolae
Jugurtia spinolae är en stekelart som först beskrevs av Henri Saussure 1855.  Jugurtia spinolae ingår i släktet Jugurtia och familjen Masaridae. Inga underarter finns listade i Catalogue of Life.